# Podmorski predor Akcij–Preveza
Podmorski predor Akcij–Preveza je podmorski cestni predor čez ustje Ambracijskega zaliva v zahodni Grčiji. Povezuje Epir in mesto Preveza na severni obali zaliva z rtom Akcij (Actium) v Etoliji-Akarnaniji v osrednji Grčiji. Predor, dokončan leta 2002, je pomemben del infrastrukture v nerazviti regiji in močno skrajša potovalno razdaljo med obema stranema zaliva, ki je bila prej mogoča le s trajektom. To je edini podmorski predor v Grčiji.

## Tehnične lastnosti
Predor ima skupno dolžino 1570 metrov in je sestavljen iz:
- Podvodni odsek v skupni dolžini 909 metrov.
- Odsek useka in prekrivanja v dolžini 509 metrov na severni (preveški) strani.
- Odsek useka in prekrivanja v dolžini 152 metrov na južni (akcijski) strani.
- Predor ima višino preseka 8,6 metra in širino 12,6 metra. Svetla širina je 10,6 metra, svetla višina pa 5,4 metra. Predor ima dvosmerno vozišče in vključuje 4,0 m širok odstavni pas in 1,3 m širok pločnik za pešce v vsako smer.

## Gradnja
Gradnja predora je bila skupno podjetje med Christiani & Nielsen in Technical Company of General Construction (TCGC) s sedežem v Atenah. Projektanti predora so bili Comar Engineers A/S s sedežem v Københavnu in Doxiadis & Zannis iz Aten. Pogodbe so bile oddane leta 1995, gradnja pa je bila leta 1999 predana grškemu ministrstvu za okolje, prostorsko načrtovanje in javna dela. Predor je bil dokončan leta 2002.

### Uporabljene posebne tehnike
Predor je zgrajen na območju močne potresne aktivnosti z zapletenimi geotehničnimi pogoji. Posledično ima predor številne napredne funkcije, kot so kamniti stebri pod predorom, ki pomagajo prenesti utekočinjenje tal med potresom.

## Stroški in cestnina
Skupni stroški gradnje so bili približno 90 milijonov evrov. Trenutna cestnina je 3 evre.